# Hypostyle zaal

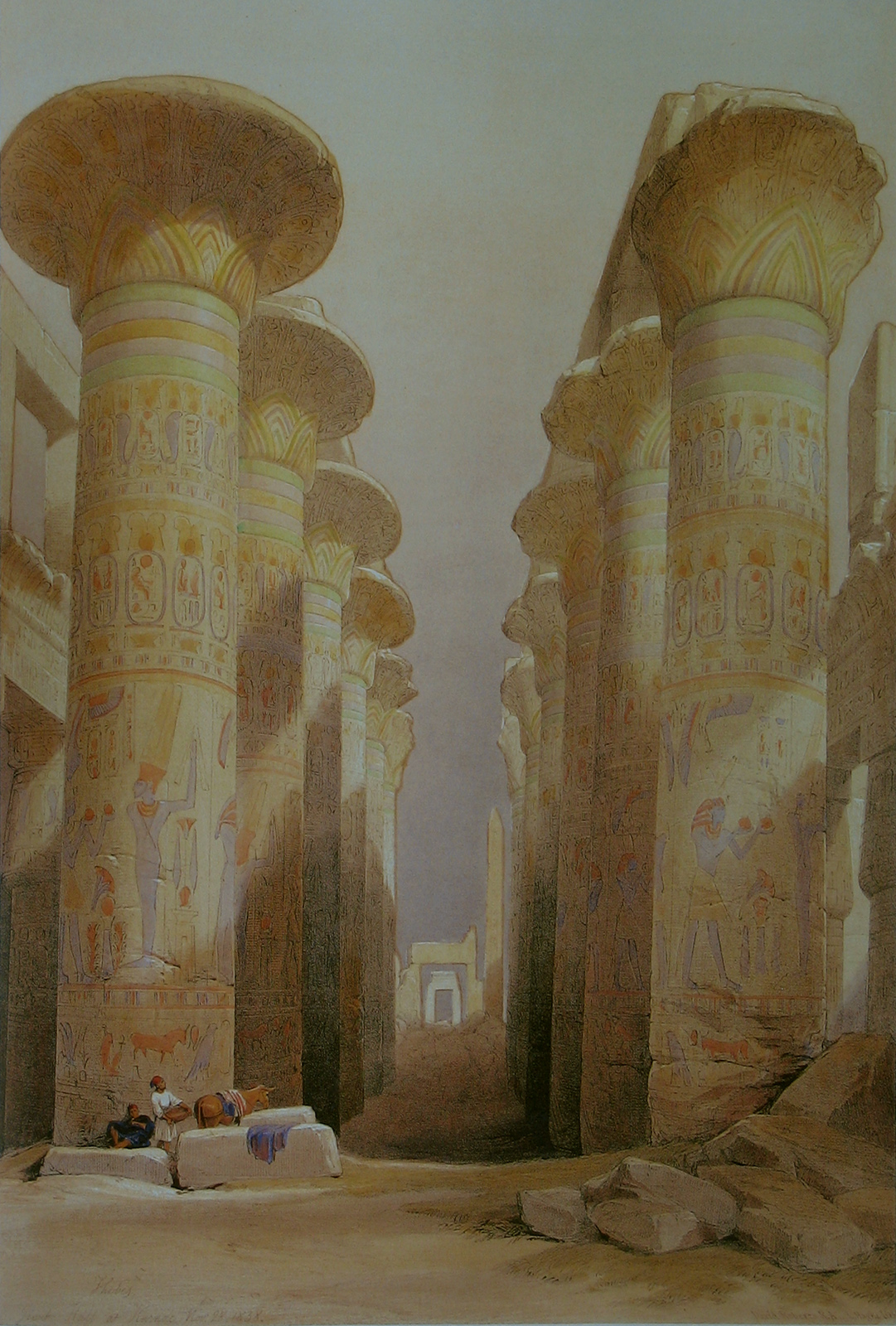
Hypostyle zaal te Karnak, geschilderd door David Roberts.

Een hypostyle zaal (Oudgrieks, hypo = "onder" en stylos = "zuil") of een hypostyl is in de bouwkunde en architectuur een zaal die meestal breder is dan diep en is gevuld met zuilen. Het is een deel van een gebouw, zoals een tempel, een moskee of een luchthaven.
Dergelijke zalen werden onder andere gebouwd in het Oude Egypte en de Minoïsche beschaving op Kreta, maar er zijn ook hedendaagse toepassingen.

## In het oude Egypte
In het oude Egypte werd vaak gebruik gemaakt van een hypostyle zaal in tempels. De zaal verbond de binnenplaats met het binnenste heiligdom. Door de hypostyle zaal liep een processieweg. De functies van de zaal zijn meer praktisch dan symbolisch: doordat de zaal minder licht was bood het meer privacy voor het innerlijke heiligdom waar de god zou leven, bovendien stond er voor het binnenste heiligdom een deur.

## Voorbeelden

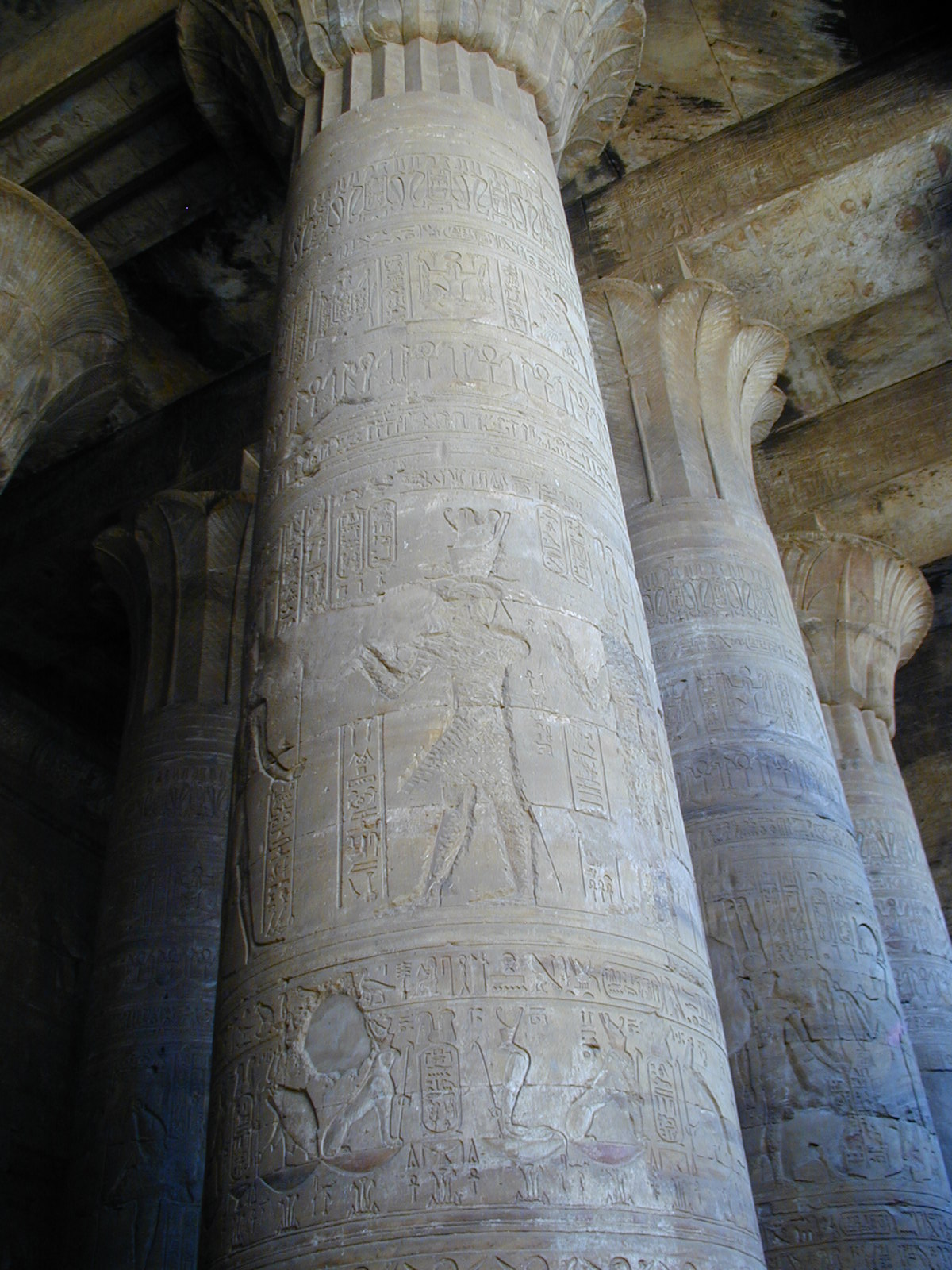
Hypostyle zaal van Edfoe, Egypte
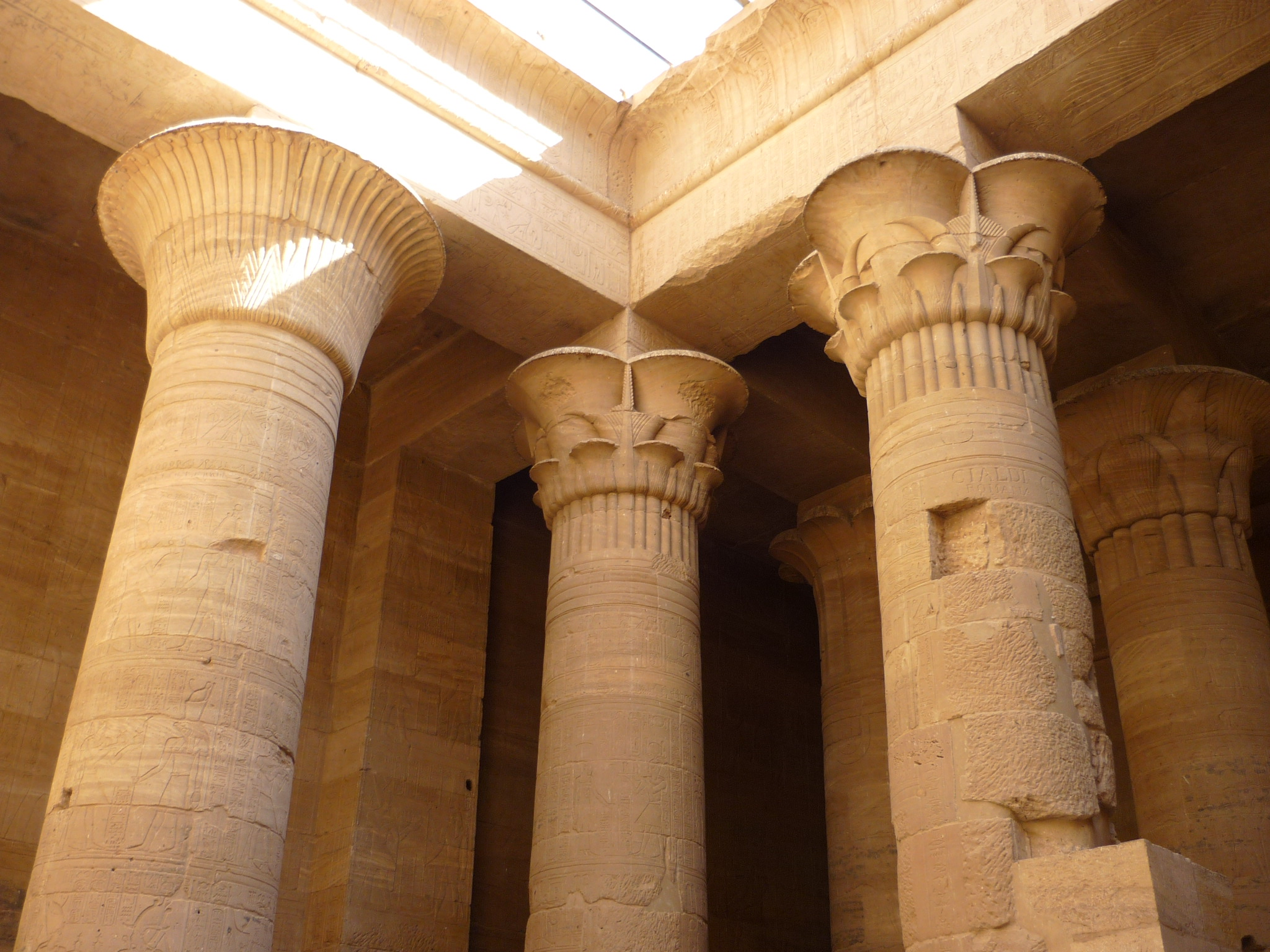
Zaal in de tempel van Isis te Philae, Egypte
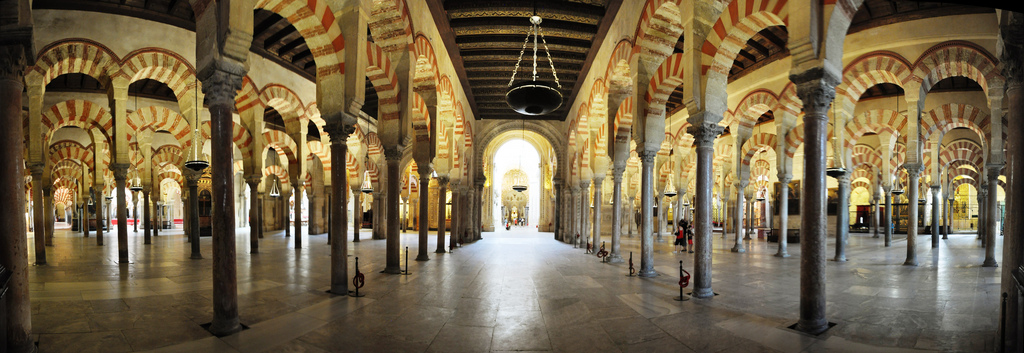
Hypostyle zaal in de moskee van Córdoba, Spanje
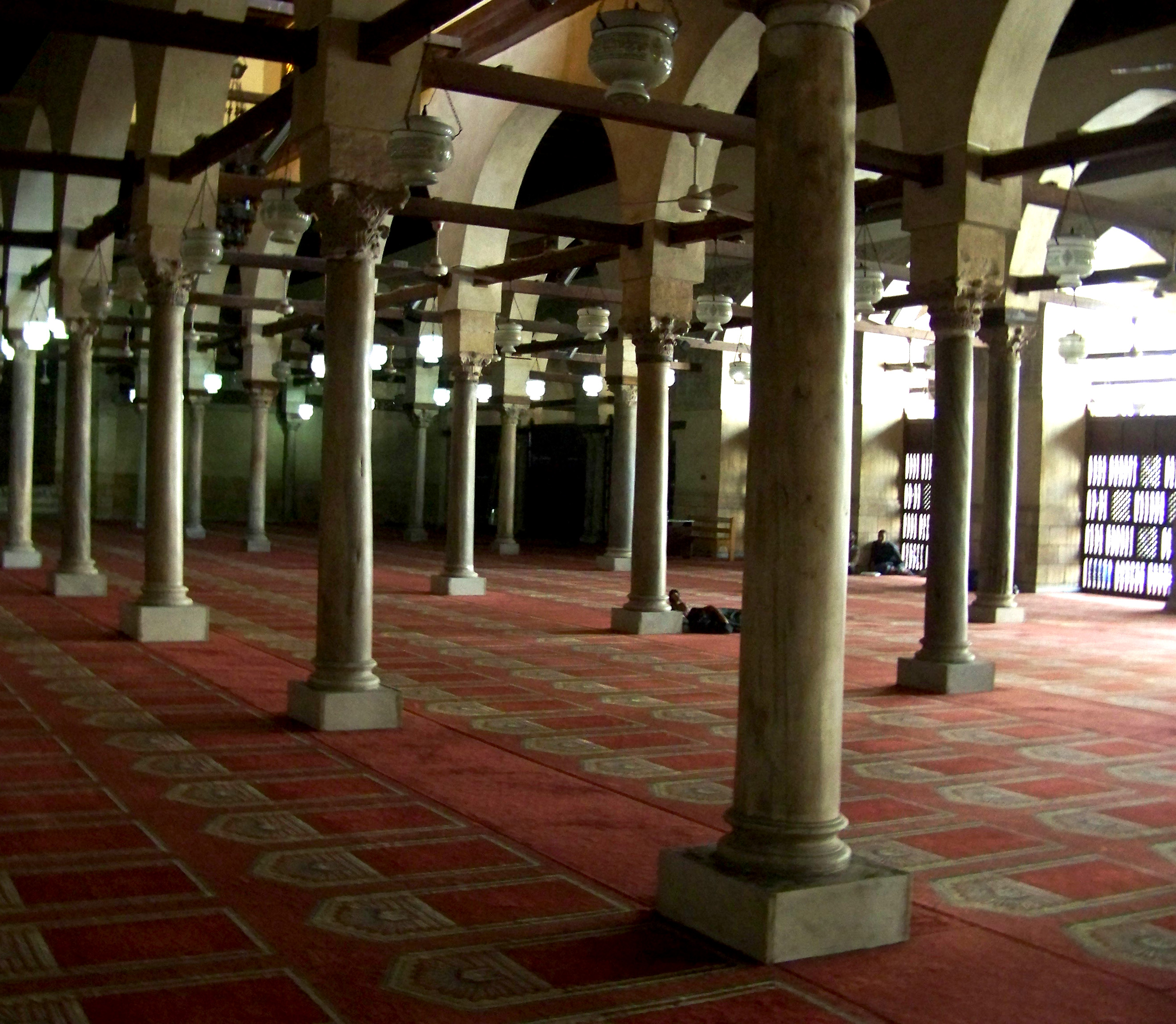
Zaal in de Al-Azharmoskee, Caïro, Egypte